# Sumaglica
Sumaglica je pojava mikroskopski sitnih vodenih kapljica ili higroskopnih čestica u atmosferi (dim, prašina i druge), promjera manjeg od 0,5 milimetara, koje lebde u zraku i smanjuju vodoravnu vidljivost uz tlo na udaljenosti većoj od 1 kilometar, a manju od 10 kilometara. Po svojstvima se ubraja u hidrometeore, kao na primjer magla, i daje krajoliku sivkast izgled.

## Hidrometeori
Hidrometeori su proizvodi vodene pare koji u krutom ili tekućem stanju padaju na Zemlju (kiša, rosulja, snijeg, tuča, sugradica), ili lebde u atmosferi (magla, sumaglica), ili lebde vjetrom uzdignuti sa Zemljine površine (mećava, vijavica, dim mora), ili se talože na tlu (rosa, mraz, inje, poledica, snježni pokrivač). 

## Magla i sumaglica
Kao rezultat kondenzacije ili sublimacije vodene pare u blizini Zemljine površine nastaje magla i sumaglica. Pod maglom podrazumijevaju se u zraku suspendirane kapljice vode ili kristalići leda, koji smanjuju vidljivost na manje od 1 kilometar. Ako je vidljivost između 1 i 2 kilometra, govori se o sumaglici. Sumaglicu valja razlikovati od suhe mutnoće nastale raspršivanjem svjetla na krutim česticama koje lebde u atmosferi. Ta pojava suhe mutnoće ne zavisi od stupnja vlažnosti zraka, a pojavljuje se prije svega iznad industrijskih i gradskih područja, te u zračnim masama koje dolaze iz tropskih pustinjskih predjela.
Magla nastaje jednim od 3 procesa: isparavanjem, miješanjem zračnih masa i ohlađivanjem zračnih slojeva. Magla isparivanja nastaje isparivanjem toplih vodenih masa (rijeka, jezera, mora) u relativno hladniji zrak koji struji s hladnijeg kopna prema površini vode. Miješanjem zračnih masa različitih svojstava mogu također nastati magle, no najjače su takozvane radijacijske magle. One nastaju turbulentnim miješanjem kad se površina tla i priležeći sloj zraka hlade. Osobito povoljni uvjeti za nastanak radijacijske magle jesu vedro nebo ili prisutnost samo visokih oblaka, slabi vjetrovi ili tišina, te početna visoka relativna vlaga uz tlo. Radijacijske magle osobito često nastaju u dolinama i udubljenjima terena. U povoljnim prilikama može se magla stvoriti u toku noći i zadržati se i u ranim prijepodnevnim satima. Sloj te magle nije osobito debeo i samo rijetko je deblji od nekoliko stotina metara. Radijacijske magle nastaju pri inače posve lijepom anticiklonalnom vremenu, prije svega u hladnije doba godine.
Advektivne magle nastaju uz umjerene vjetrove (brzina od 2 do 5 m/s) kad vlažan zrak struji iznad relativno hladnije podloge. Magle tog tipa najčešće su u hladno doba godine, imaju najveće debljine (obično od 300 do 500 m, katkada i do 1 km) i duže traju (nekoliko dana, pa i tjedana). 
U polarnim krajevima, a katkada i u umjerenim zemljopisnim širinama, pojavljuje se ledena magla koja sadrži ledene kristaliće. Gustoća ledene magle je općenito mnogo manja nego gustoća vodenih magla.
Budući da je osnovni uzrok stvaranja magle ohlađivanje zraka, postoji zbog dnevnog hoda temperature redovito i izraženi dnevni hod pojave magle s maksimumom u ranim jutarnjim satima i minimumom u poslijepodnevnim satima.

## Vanjske poveznice
|  | Zajednički poslužitelj ima još gradiva o temi Sumaglica |